# Королёв, Евграф Иванович
Евграф Иванович Королёв (23.10.1823 — 25.8.1900) — русский купец, потомственный почётный гражданин (1872), почётный гражданин Томска (1882), выходец из города Ростов Великий, приехавший в Томск в 1840 году.
Числился ростовским купцом, постепенно достиг 1-й гильдии. В 1889 году общий оборот его торговых заведений в Томске достигал 189 000 рублей. Имел торговые представительства в Бийске, Красноярске, Ачинске, Канске, Иркутске и других городах. Осуществлял доставку грузов гужевым транспортом от Москвы до Кяхты, имел также 6 курсировавших по Обь-Иртышскому бассейну пароходов. Вёл добычу золота на нескольких приисках в Мариинском округе Томской губернии, а также добычу соли на Алтае. В 1870 году построил стеклоделательный завод у устья реки Томь (на территории современного Моряковского сельского поселения). Имел также 2 винокуренных предприятия и мельницу. Занимался финансово-кредитными операциями, имел в собственности более 30 зданий, которые сдавал в аренду. В целом состояние оценивалось в 4 000 000 рублей.
Занимал высокие посты в томском городском самоуправлении, с 1876 по 1879 и с 1887 по 1890 годы был городской головой Томска.
Известный меценат.

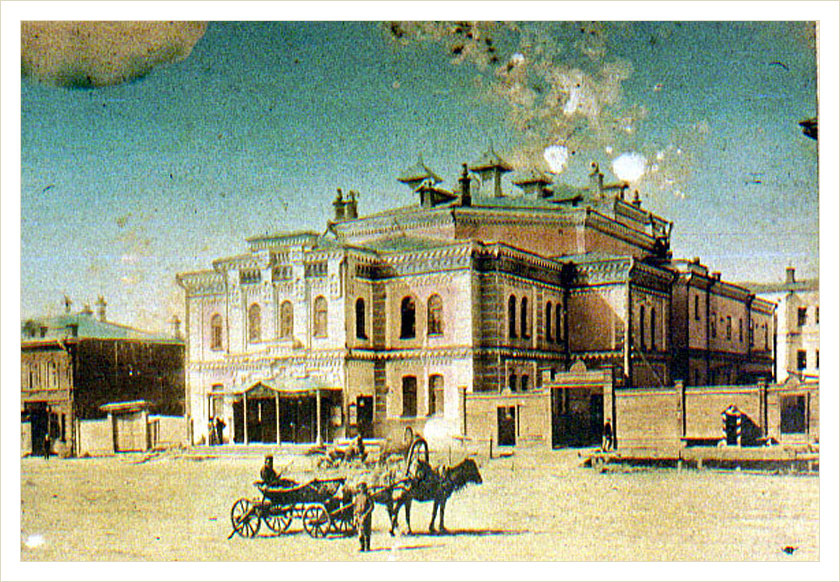
Королёвский театр в Томске

Окончил постройкой Преображенскую церковь и провёл реконструкцию Никольской церкви.
Принимал активное в организации достройки Троицкого кафедрального собора (1881—1882), сумел предотвратить снос недостроенного собора до основания, но в дальнейшем, недовольный ведением работ, отошёл от участия в этих делах и прекратил их финансирование.
На свои средства построил первый каменный театр в Томске, известный как Королёвский театр. Театр существовал с 1885 по 1905 год и погиб от поджога в смутные времена первой русской революции.
В 1883 году основал первое в Томске ремесленное училище. Был почётным попечителем томской мужской гимназии.
В ноябре 1888 года градоначальник был осужден на 1,5 месяца тюрьмы в рамках уголовного дела об участии томских купцов-виноторговцев в сговоре по цене. 
Имел многочисленные награды — ордена святой Анны 3 и 2 степеней, святого Станислава 2 степени, святого Владимира 4 и 3 степеней и знак Красного Креста.

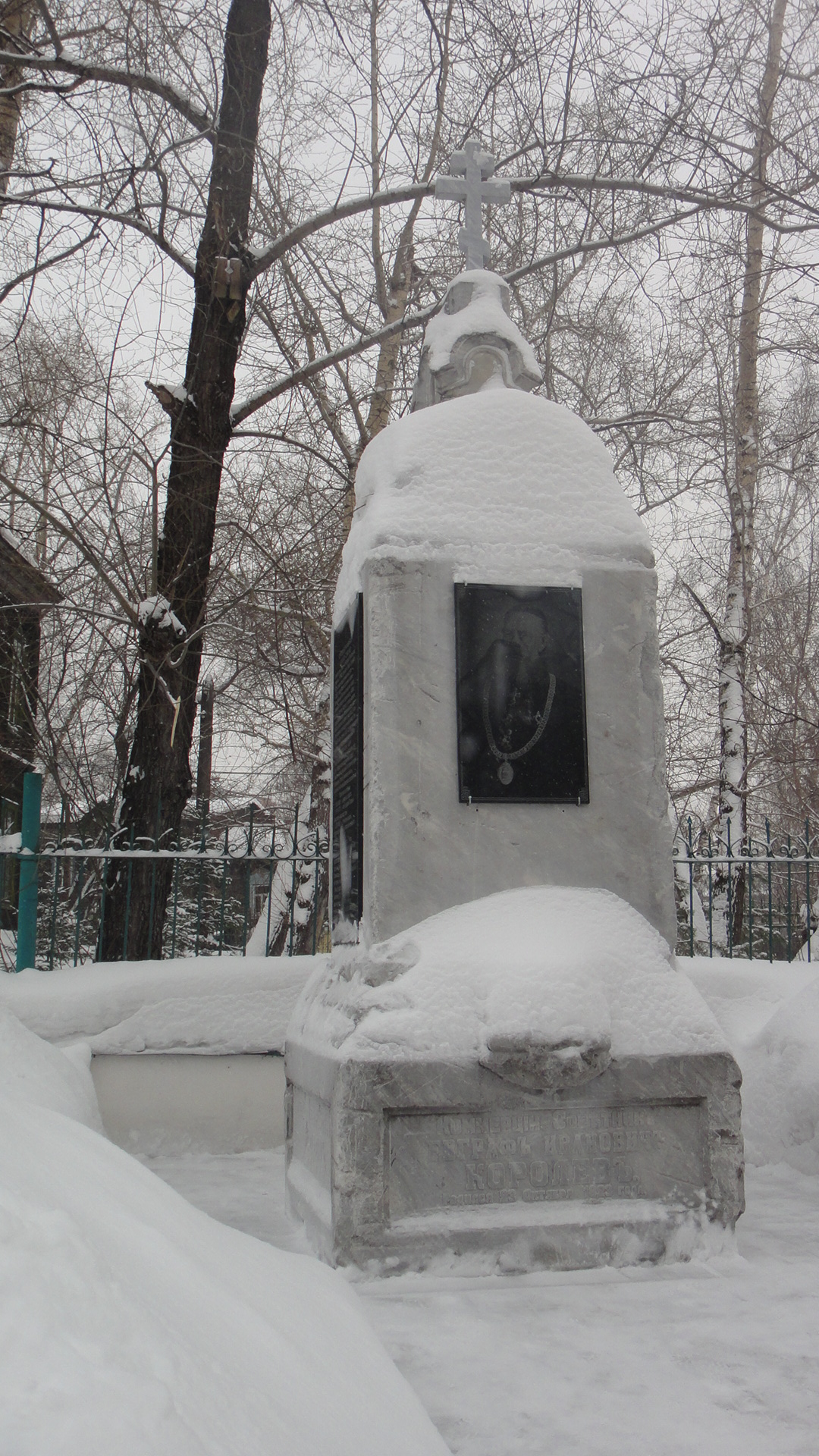
Надгробие
Е. И. Королёва в ограде Троицкого собора (Томск)

Скончался на своей даче в Томске, находившейся в районе Казанской и Новокиевской улиц (Королёвки). Был похоронен на православном Вознесенском кладбище.
В 1993 году во время строительных работ на территории бывшего Вознесенского кладбища (ныне — территория акционерного общества «Сибкабель») из земли были извлечены фрагменты усыпальницы Королёвых. В настоящее время надмогильный памятник Е. И. Королёву обнаруживается внутри церковного двора Троицкого собора